# 豊田 (小惑星)
豊田 (とよた、3533 Toyota) は、小惑星帯にある小惑星である。フローラ族と同じような軌道を回っているが、スペクトルからフローラ族ではなく侵入者だとされている。
1986年11月22日に愛知県豊田市で鈴木憲蔵と浦田武が発見した。
鈴木の住む豊田市にちなみ命名された。